# Großolbersdorf

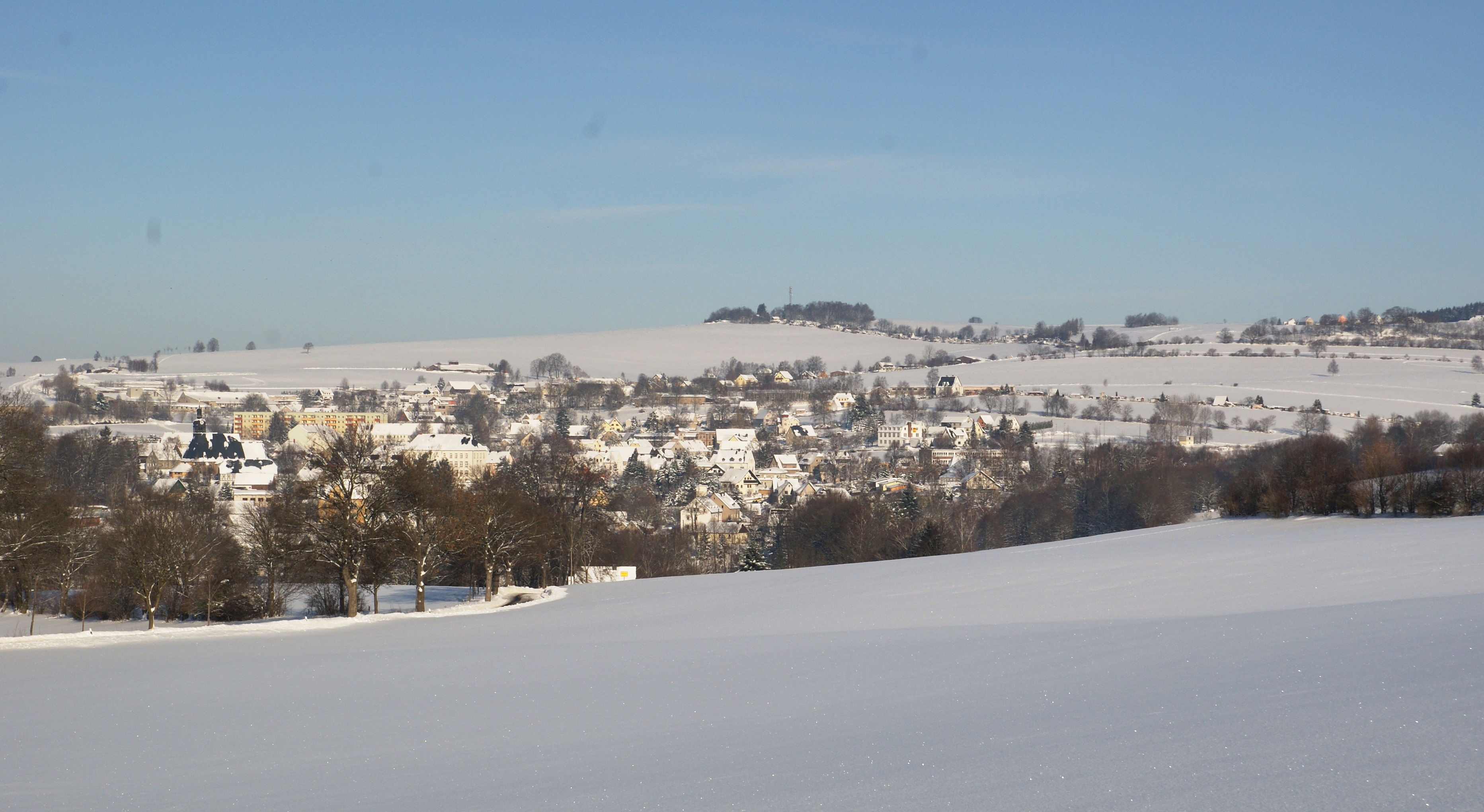
Großolbersdorf im Winter

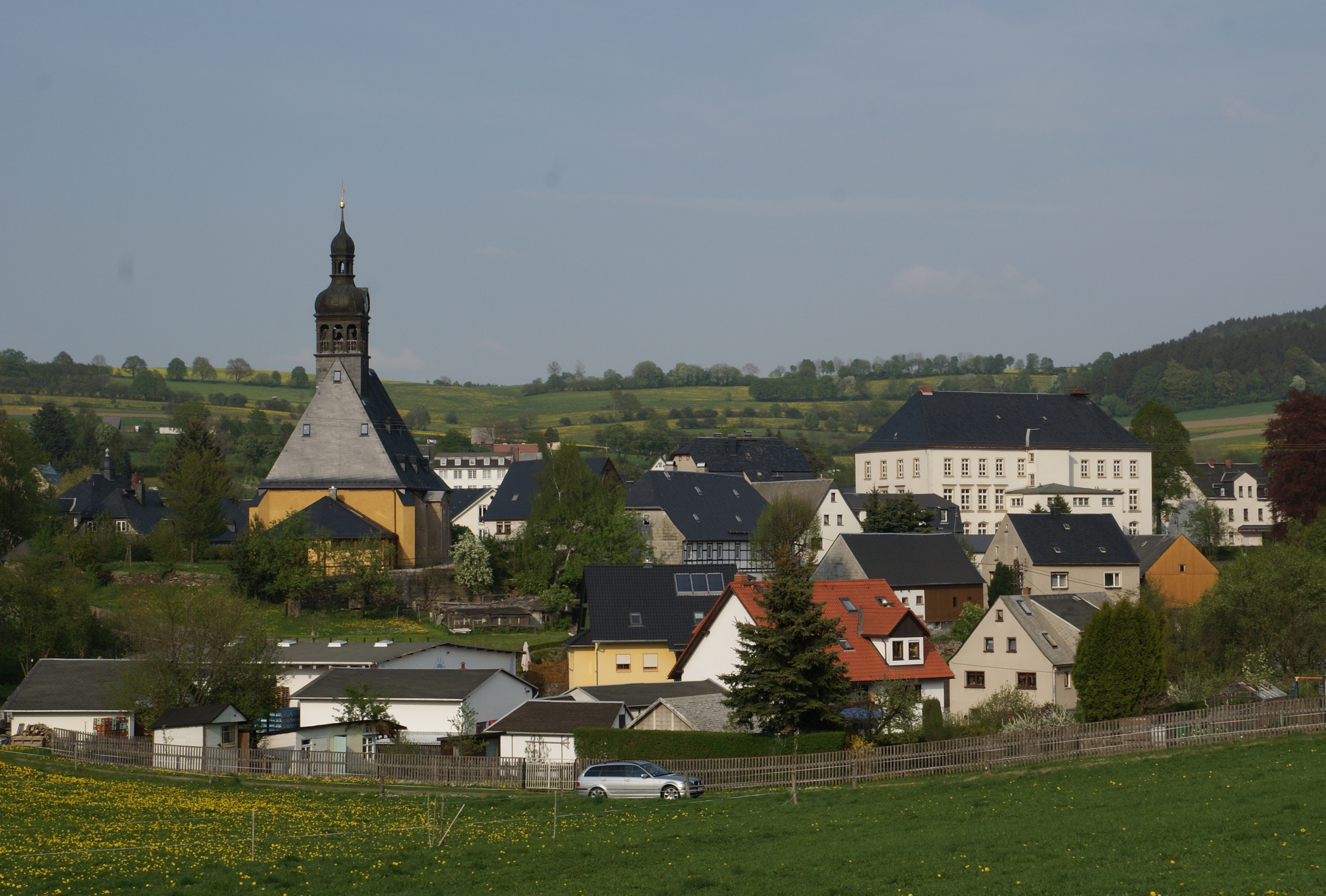
Kirche und Schule Großolbersdorf

Großolbersdorf ist eine Gemeinde im Erzgebirgskreis des Freistaats Sachsen.

## Geografie
Großolbersdorf ist ein Waldhufendorf im mittleren Teil des Erzgebirges, mit einer groben Ost-West-Ausrichtung. Es liegt im Naturraum Mittelerzgebirge.
Im Osten grenzt es an den Bornwald und reicht im Westen bis zum Zschopautal. Im Norden grenzt die Stadt Zschopau an den Ort und im Süden die Stadt Wolkenstein.
Höchster Punkt des Ortes ist der Zeisighübel mit 642 m Höhe, tiefster Punkt ist die Zschopau mit 358 m.
Zur Gemeinde gehören auch die beiden Ortsteile Hohndorf und Hopfgarten. Hohndorf liegt als aus einem Vorwerk entstandene Siedlung auf einer Höhenlage von 500–550 m.
Hopfgarten gruppiert sich zu beiden Seiten des Zschopautals.

## Geschichte
Die erste urkundliche Erwähnung von Großolbersdorf findet sich als Albersdorf in einer Urkunde vom 8. April 1386. Der Markgraf Wilhelm I. von Meißen verschrieb darin der Witwe Anargs von Waldenburg die Herrschaft Scharfstein sowie die dazugehörigen Orte als Witwensitz. Mit dem Erwerb der Burg Scharfenstein am 26. Januar 1492 durch Heinrich von Einsiedel kommt auch Großolbersdorf in den Besitz der Adelsfamilie. 1536/1537 wurde auf Initiative von Heinrich Hildebrand von Einsiedel die Reformation im noch katholischen albertinischen Sachsen eingeführt. Begünstigt wurde diese durch den gleichzeitigen Übertritt zur lutherischen Lehre von Heinrich dem Frommen, Herr des Amtes Wolkenstein. Am 18. April 1575 wurde der bisher nach Wolkenstein gepfarrte Ort eine eigenständige Parochie mit den Orten Grünau, Hohndorf, Hopfgarten und Scharfenstein. Erster Pfarrer wurde Johann Pufendorf, Großvater von Esaias und Samuel von Pufendorf. Während des Dreißigjährigen Krieges wurde am 3. Januar 1643 die Kapelle durch schwedische Soldateska niedergebrannt. Bereits zwei Jahre später erfolgte der Wiederaufbau der Kirche. Diese wurde 1647 fertiggestellt. Dabei erhielt sie eine geschnitzte Kanzel, die von einer stehenden Mosesstatue getragen wird. 1653 wurde von Heinrich Hildebrand von Einsiedel und seiner Frau Sophie von Ponickau der von Johann Böhme geschaffene Altar gestiftet.
1720 kam es zur Gründung der Mauererinnung. Die Brüderbegräbnisgesellschaft wurde am 2. Februar 1759 gegründet. 1775 begann auf Initiative von Friedrich Wilhelm Heinrich von Trebra der Bau des St. Gideon Tiefer Erbstolln. Damit sollte das Lautaer Bergbaurevier entwässert werden. Der Stolln wurde jedoch nie in voller Länge ausgebaut.
1783 wurde die Zimmererinnung gegründet. 1790 forderten die Bauern die Aufhebung der Frondienste. 1834 erhielt die Kirche ihren 34 m hohen Kirchturm. Die Strumpfwirkerinnung wurde 1851 gegründet. 1870 wurde der Turnverein und 1877 die Freiwillige Feuerwehr gegründet. Ab den 1880er Jahren wurden eine Spielwarenfabrik und mehrere Strumpffabriken gegründet. 1888 wurde die Zentralschule für Jungen und Mädchen eingeweiht. Heute befindet sich im Gebäude die Grundschule des Ortes. Am 1. Januar 1896 wurde die Sparkasse eröffnet.
Auf dem Friedhof wurde 1906 die Friedhofskapelle eingeweiht. Sie löste eine 80 Jahre alte Parentationshalle ab. Friedrich August III. besuchte am 1. Juli 1907 den Ort. Während der Kämpfe des Ersten Weltkrieges starben 103 Einwohner und fünf Personen wurden vermisst. 1919 gründeten die Siebenten-Tags-Adventisten eine Gemeinschaft in Großolbersdorf. 1924 wurde das Rathaus errichtet. Es bietet Räume für die Spar- und Girokasse, für die Krankenkasse sowie Dienstwohnungen. 1927 wurde das Gebäude der Ortskrankenkasse mit Gemeindebad fertiggestellt. Der Arbeiterturnverein konnte 1926 die Turnhalle vollenden. Das Feuerwehrdepot wurde 1931 eingeweiht. 1936 wurde das Schnitzerheim errichtet, in dem 1938 der Stülpnerberg fertiggestellt wurde. In den Jahren 1938 bis 1940 wurde die Ortswasserleitung erbaut.
In der Nacht vom 14. zum 15. Februar wurde der Ort durch amerikanische Flugzeuge bombardiert. Zehn Menschen wurden getötet. 34 Häuser darunter die Schule und der Gasthof werden völlig zerstört. Im Zweiten Weltkrieg kamen 154 Einwohner ums Leben und 38 wurden vermisst. Bereits ab dem Frühjahr 1945 muss der Ort über 600 Heimatvertriebene aufnehmen. Zwei KZ-Häftlinge eines Todesmarsches wurden im April 1945 von SS-Männern erschossen.
Nach dem Volksentscheid in Sachsen 1946 wurden einige Strumpfbetriebe des Ortes zum Volkseigentum erklärt. 1948 konnte in der wiederaufgebauten Schule der Betrieb wieder aufgenommen werden. 1952 wurde der erste Kindergarten eröffnet. 1953 wurde die LPG „Morgenrot“ gegründet. 1973 wurden die drei im Ort vorhandenen LPGs zu einer vereinigt. 1988 wurde ein neues Schulgebäude eingeweiht. In diesem waren die Klassenstufen 5 bis 10, später die Mittelschule untergebracht. 1991 wurde das neuerrichtete Kindergarten- und Kinderkrippengebäude eröffnet.
Am 1. Januar 1994 wurde Hohndorf Ortsteil von Großolbersdorf. Am 1. Oktober 1998 wurde Hopfgarten mit Grünau nach Großolbersdorf eingemeindet. Durch die Jahrhundertflut am 13. August 2002 wurden in Hopfgarten die Zschopaubrücke und die Ufermauer stark beschädigt.

### Einwohnerentwicklung
| Jahr | Einwohnerzahl                                        |
| ---- | ---------------------------------------------------- |
| 1501 | 60 besessene Mann                                    |
| 1551 | 56 besessene Mann, 6 Gärtner, 8 Häusler, 69 Inwohner |
| 1764 | 54 besessene Mann, 6 Gärtner, 38 Häusler, 30 ½ Hufen |
| 1834 | 1.555                                                |
| 1871 | 2.311                                                |

| Jahr | Einwohnerzahl |
| ---- | ------------- |
| 1890 | 2.546         |
| 1910 | 2.592         |
| 1925 | 2.670         |
| 1939 | 2.977         |
| 1946 | 2.820         |

| Jahr | Einwohnerzahl |
| ---- | ------------- |
| 1950 | 3.142         |
| 1964 | 2.883         |
| 1971 | 2.770         |
| 1990 | 2.454         |

Folgende Einwohnerzahlen beziehen sich auf den 31. Dezember des voranstehenden Jahres mit Gebietsstand Januar 2007:
| 1982 bis 1988 - 1982 – 3.775 - 1983 – 3.758 - 1984 – 3.693 - 1985 – 3.648 - 1986 – 3.614 - 1987 – 3.558 - 1988 – 3.454 | 1989 bis 1995 - 1989 – 3.394 - 1990 – 3.357 - 1991 – 3.314 - 1992 – 3.279 - 1993 – 3.244 - 1994 – 3.270 - 1995 – 3.260 | 1996 bis 2002 - 1996 – 3.254 - 1997 – 3.288 - 1998 – 3.328 - 1999 – 3.363 - 2000 – 3.343 - 2001 – 3.318 - 2002 – 3.312 | 2003 bis 2012 - 2003 – 3.273 - 2004 – 3.226 - 2005 – 3.178 - 2006 – 3.149 - 2007 – 3.112 - 2009 – 3.052 - 2012 – 2.930 | ab 2013 - 2013 – 2.921 - 2020 - 2.773 - 2021 - 2.733 |

 Quelle: Statistisches Landesamt des Freistaates Sachsen

## Gedenkstätten
Auf dem Friedhof befindet sich eine Grabstätte mit Gedenkstein für zwei KZ-Häftlinge aus dem Außenlager Flöha des KZ Flossenbürg, die in einem Todesmarsch durch den Ort getrieben und erschossen wurden.
Auf dem Kirchhof befindet sich ein Denkmal für die Opfer des Ersten Weltkrieges, auf dem Friedhof ein Denkmal für die Opfer des Zweiten Weltkrieges, die Bombardierung des Ortes 1945 und der kommunistischen Gewaltherrschaft. In Hohndorf und in Hopfgarten befinden sich ebenfalls Denkmale für die Opfer der beiden Weltkriege.

## Religionen

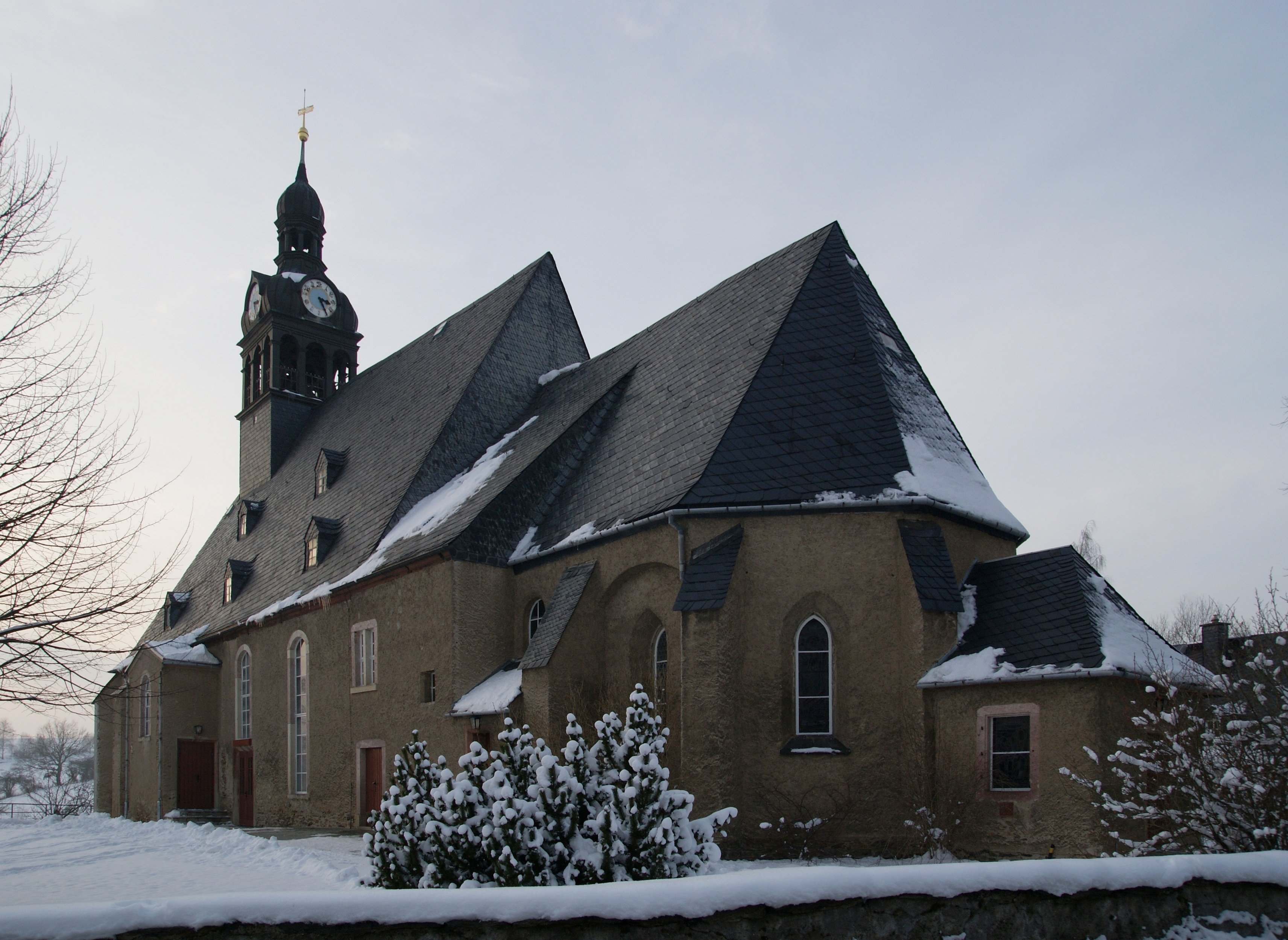
Evangelisch-lutherische Kirche Großolbersdorf

Die evangelisch-lutherische Kirchgemeinde Großolbersdorf umfasst den Ort mit allen Ortsteilen sowie den Ortsteil Scharfenstein der Gemeinde Drebach. Kirchweih ist am Sonntag nach dem 16. Oktober.
In der Gemeinde befindet sich außerdem ein Versammlungsraum der
Gemeinschaft in Christo Jesu.

## Politik

### Gemeinderat
- SPD: 1
- HGV: 5
- SG: 2
- FWH: 1
- CDU: 3

Zur Gemeinderatswahl am 9. Juni 2024 erhielten der "Handels- und Gewerbeverband Großolbersdorf" e. V. 43,1 % (5 Sitze) und die CDU 30,4 % der Stimmen (3 Sitze) gefolgt von der "Sportgemeinschaft Hohndorf" e. V. (2 Sitze) und der Feuerwehr Hohndorf (6,8 %, 1 Sitz) und SPD (5,9 %, 1 Sitz).
Ergebnisse vergangener Wahlen:
|                                           | 1990    | 1994             | 1999              | 2004             | 2009             | 2014             | 2019             | 2024             |
| ----------------------------------------- | ------- | ---------------- | ----------------- | ---------------- | ---------------- | ---------------- | ---------------- | ---------------- |
| Wahlbeteiligung                           |         | 86,4 %           | 71,7 %            | 61,7 %           | 62,0 %           | 64,1 %           | 73,2 %           | 77,7 %           |
| Handels- und Gewerbeverein Großolbersdorf |         |                  |                   | 20,2 % (3 Sitze) | 29,2 % (4 Sitze) | 38,6 % (5 Sitze) | 41,4 % (5 Sitze) | 43,1 % (5 Sitze) |
| CDU                                       | 8 Sitze | 51,5 % (8 Sitze) | 57,8 % (10 Sitze) | 47,9 % (7 Sitze) | 14,7 % (2 Sitze) | 28,0 % (4 Sitze) | 38,6 % (5 Sitze) | 30,4 % (3 Sitze) |
| Sportgemeinschaft Hohndorf                |         |                  |                   |                  |                  |                  | 9,9 % (1 Sitz)   | 13,9 % (2 Sitz)  |
| Feuerwehr Hohndorf                        |         |                  |                   |                  |                  |                  |                  | 6,8 % (1 Sitz)   |
| SPD                                       | 3 Sitze | 26,3 % (4 Sitze) | 25,7 % (2 Sitze)  | 19,5 % (1 Sitz)  | 29,3 % (3 Sitze) | 11,4 % (1 Sitz)  | 10,1 % (1 Sitz)  | 5,9 % (1 Sitz)   |
| Jugendclub                                |         |                  |                   |                  |                  | 13,2 % (1 Sitz)  |                  |                  |
| Heimatverein                              |         |                  |                   |                  |                  | 8,7 % (1 Sitz)   |                  |                  |
| KBV/RBV                                   |         | 4,0 % (0 Sitze)  |                   |                  | 15,6 % (1 Sitz)  |                  |                  |                  |
| Freie Wähler Hopfgarten                   |         |                  |                   | 12,4 % (1 Sitz)  | 7,5 % (1 Sitz)   |                  |                  |                  |
| FDP                                       |         |                  |                   |                  | 3,7 % (0 Sitze)  |                  |                  |                  |
| PDS                                       | 1 Sitz  | 12,9 % (2 Sitze) | 16,4 % (1 Sitz)   |                  |                  |                  |                  |                  |
| UWH                                       |         | 5,3 % (0 Sitze)  |                   |                  |                  |                  |                  |                  |
| DBD                                       | 1 Sitz  |                  |                   |                  |                  |                  |                  |                  |
| FFW                                       | 1 Sitz  |                  |                   |                  |                  |                  |                  |                  |
| BSG                                       | 2 Sitze |                  |                   |                  |                  |                  |                  |                  |
| Einzelkandidaten                          | 3 Sitze |                  |                   |                  |                  |                  |                  |                  |

### Bürgermeister

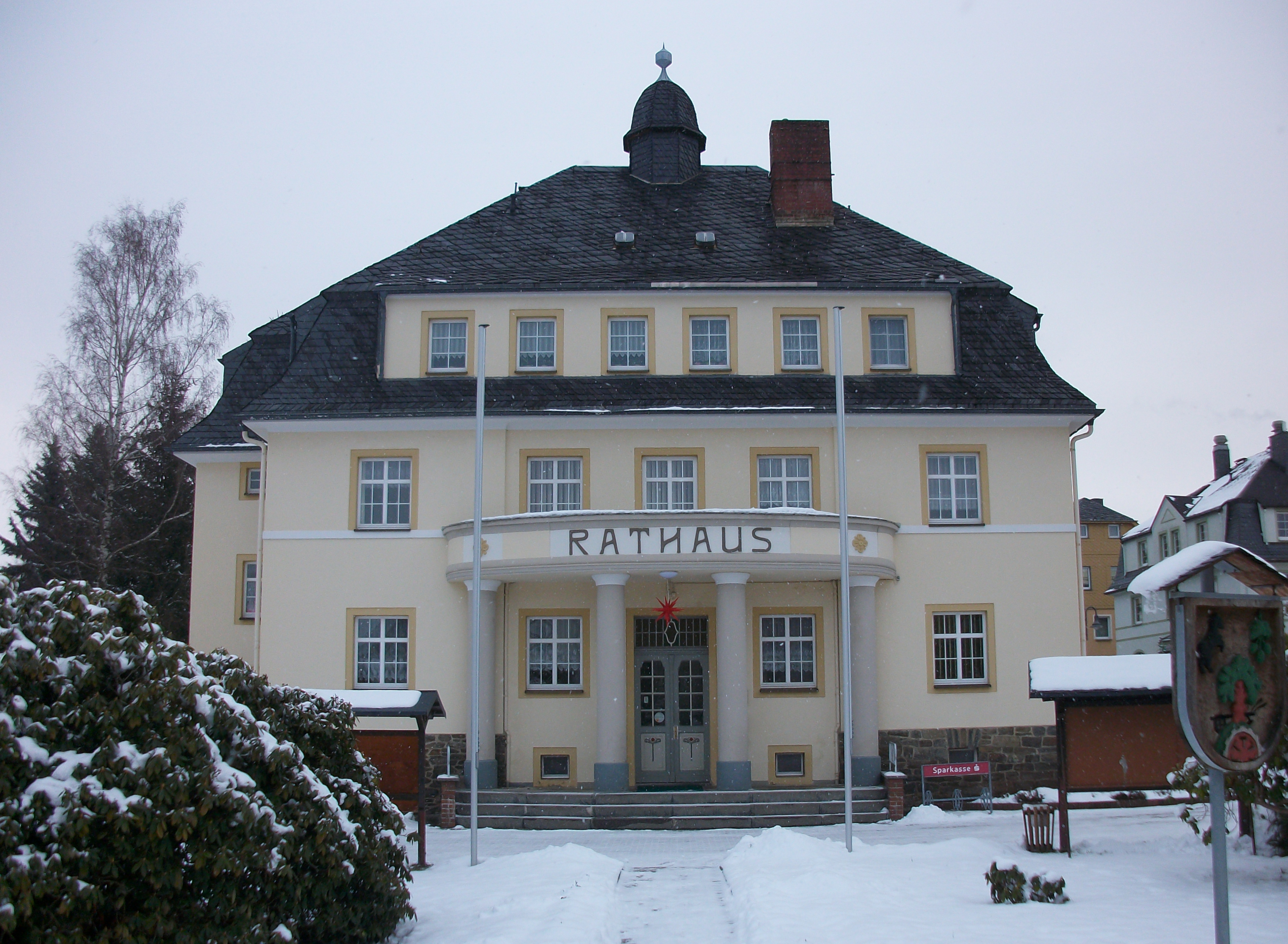
Rathaus Großolbersdorf

- 1. April 1924–9. Mai 1933: Max Neef
- 6. Oktober 1933–1936: Richard Fritz Kneschke
- 15. Februar 1937–Mai 1945: Max Theß
- Mai –Juni 1945: Johannes Baldauf (kommissarisch)
- 30. Januar 1946–20. Juni 1947: Rudolf Buschmann
- 24. Juli 1947–8. Februar 1954: Johannes Baldauf
- Februar–Mai 1954: Ernst Heinitz (kommissarisch)
- 1. Juni 1954–31. Mai 1964: Gerhard Köhler
- 1964–1970: Herbert Richter
- 1971–14. Oktober 1971: Heinrich Pilikan (kommissarisch)
- 15. Oktober 1971–1988: Hans Hühn
- 1988–1990: Gerd Schmerler
- 6. Mai 1990–31. Juli 2001: Ursula Staritz (CDU)
- 1. August 2001–18. April 2013: Henry Freund (Freie Wähler Hopfgarten)
- 19. April 2013 – 17. Oktober 2013: Thomas Uhlig (SPD, kommissarisch)
- seit Oktober 2013: Uwe Günther (Handels- und Gewerbeverband Großolbersdorf e. V.)

| Wahl | Bürgermeister  | Vorschlag | Wahlergebnis (in %) |
| ---- | -------------- | --------- | ------------------- |
| 1994 | Ursula Staritz | CDU       | 69,2                |
| 2001 | Henry Freund   | FWH       | 50,7                |
| 2008 | Henry Freund   | Freund    | 52,4                |
| 2013 | Uwe Günther    | HuG       | 51,4                |
| 2020 | Uwe Günther    | HuG       | 65,1                |

### Wappen

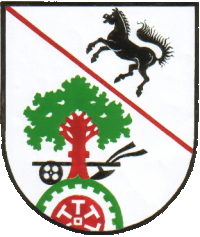
Wappen von 1997 bis 2010

Das Wappen der Gemeinde Großolbersdorf wurde am 23. November 2010 genehmigt. Es entstand aus den Wappen der beiden vorherigen Gemeinden Großolbersdorf und Hohndorf sowie dem Signet Hopfgartens zur 600-Jahr-Feier. Das Großolbersdorfer Wappen ist erstmals 1810 auf einem Siegelabdruck nachweisbar. Der Baum (Eiche) steht für Leben, Lebensfreude, Eigenständigkeit und Bodenständigkeit. Der Pflug steht für die Landwirtschaft. Mit dem Zackenrad am unteren Rad wird an das Handwerk und die Industrie im Ort erinnert. Das Symbol des Hohndorfer Wappens ist auf die ehemalige Pferdeabspanne „Schwarzes Ross“ an der ehemaligen Salzstraße zurückzuführen.
Die Blasonierung lautet wie folgt: In Silber auf grünem Berg, worin der obere Teil eines rot-silbernen Zahnrades, vor einem schwarzen Pflug eine grüne Eiche mit rotem Stamm; begleitet vorn oben von einem schwarzen Ross und hinten oben von einer grünen Hopfendolde.
Das vorherige Wappen der Gemeinde Großolbersdorf wurde am 21. März 1997 genehmigt.

### Partnerschaft
Großolbersdorf unterhält eine Partnerschaft mit der Gemeinde Rainau in Baden-Württemberg.

## Kultur und Sehenswürdigkeiten
Die Kirche in Großolbersdorf besitzt einen Altar von Johann Böhme.
Die Liste der Kulturdenkmale in Großolbersdorf bietet einen Überblick über die Kulturdenkmale in Großolbersdorf.

### Naturschutz
- Siehe auch: Liste der Naturdenkmale in Großolbersdorf

### Museen
Im Dorfmuseum „Sättlerhaus“ wird das Leben in einem Strumpfwirkerhaus im 19. Jahrhundert dargestellt. Weiterhin können eine Innungslade der Strumpfwirkerinnung sowie weitere Dokumente der Handwerkerinnungen des Ortes besichtigt werden.

Auch eine Ausstellung mit Weihnachtsdekoration (Pyramide, Weihnachtsberg) ist zu sehen.
Im Schnitzerheim kann ein 1936–1938 geschaffener Berg mit geschnitzten Szenen aus dem Leben von Karl Stülpner besichtigt werden.
Im weltweit einzigartigen Museum für Nummernschilder, Verkehrs- und Zulassungsgeschichte (Nummernschildermuseum) wird nicht nur die Geschichte und Entwicklung von Nummernschildern gezeigt, auch die Geschichte des Zulassungswesens wird thematisiert. Es werden mehr als 3000 Nummernschilder ständig ausgestellt. Zu sehen sind außerdem weitere Informationen und Kuriositäten zu den Themen „Historische Fahrschule“, „alte Führerscheine und Kraftfahrzeugpapiere“, „alte Strafzettel“ und „Automobilclubs“.

## Wirtschaft und Infrastruktur

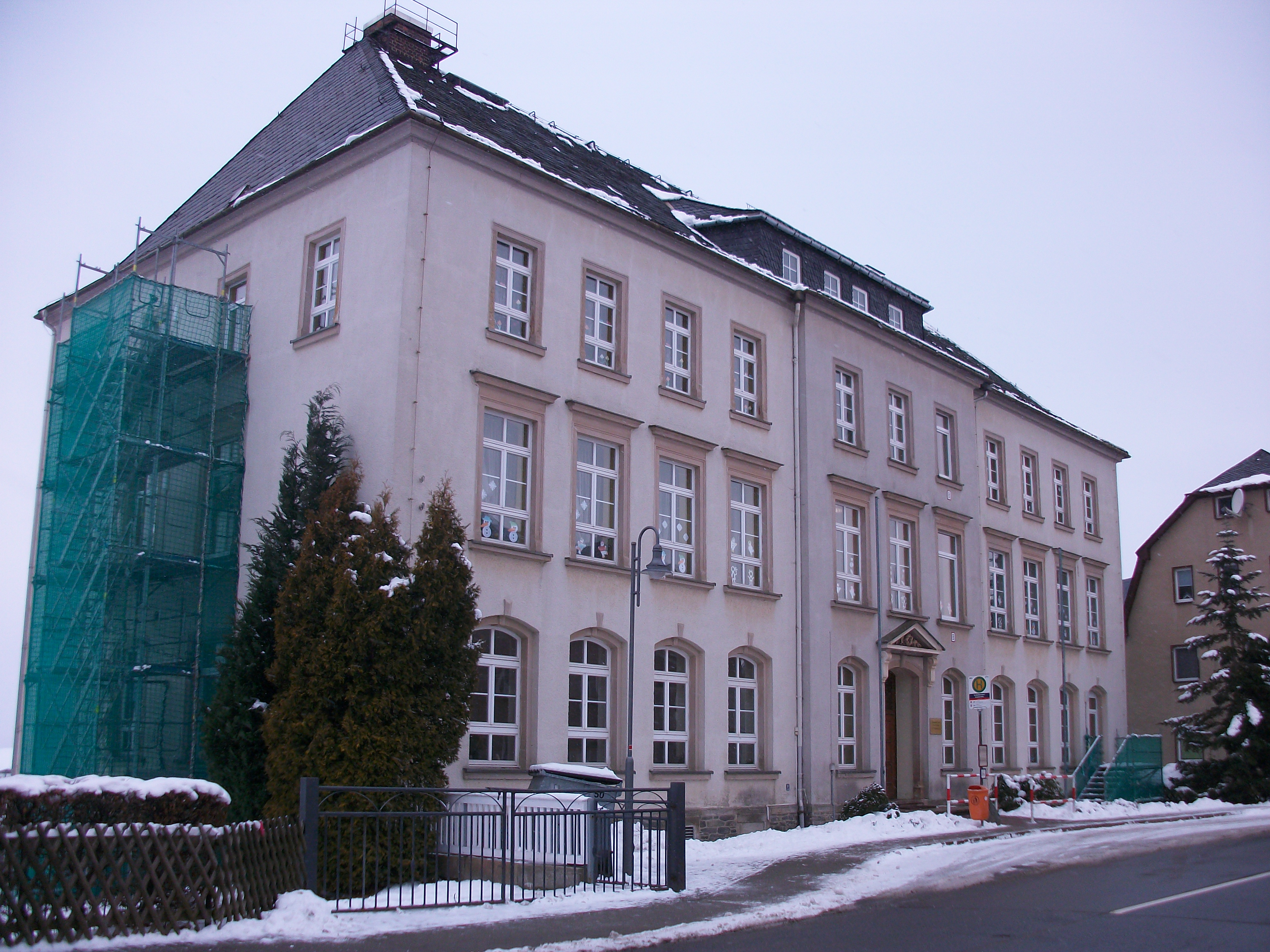
Grundschule Ewald Mende in Großolbersdorf

### Verkehr
Der Ort wird durch die B 174 sowie die Staatsstraße 228 erschlossen. Weiterhin erfolgt eine Anbindung durch die Kreisstraßen 8170: Scharfenstein–Heinzebank und 8150: B 174–Warmbad

### Ansässige Unternehmen
- Klädtke Metallverarbeitung GmbH
- Sieber Sport Strumpffabrik GmbH

### Bildung
Im Ort befindet sich die Grundschule „Ewald Mende“.

## Persönlichkeiten

### Ehrenbürger
- Rolf Haase (* 30. Dezember 1929; † 14. Dezember 2002), seit dem 27. Januar 1991, für seine Beratertätigkeit nach der politischen Wende und dem Aufbau des Natur- und Heimatvereines
- Gottfried Werner (* 2. Dezember 1910; † 11. Mai 2007), seit dem 27. Januar 1991, für sein volkskünstlerisches Schaffen
- Kurt Seidel (* 23. März 1907; † 9. Januar 2002), seit dem 22. Januar 1994, für sein volkskünstlerisches Schaffen
- Gottfried Haase (* 17. Dezember 1925), seit dem 17. Dezember 2020, für sein umfangreiches ehrenamtliches Engagement in den verschiedensten Vereinen und in der Kirchgemeinde

### Söhne und Töchter der Stadt
- Heinrich Holl (* 1936), Brigadegeneral des Heeres der Bundeswehr

### Persönlichkeiten, die vor Ort gewirkt haben
- Johann Pufendorf († 1602), erster Pfarrer des Kirchspieles Großolbersdorf, Großvater von Esaias und Samuel von Pufendorf
- Karl Stülpner (1762–1841), Wildschütz, Rebell, Deserteur, auf dem Friedhof befindet sich seine Grabstätte
- Karl Gottlob Heymann (1825–1905), Erbrichter und Gemeindevorstand, konservativer Politiker, MdL (Königreich Sachsen)
- Theodor Heymann (1853–1936), Spielwarenfabrikant und konservativer Politiker, MdL (Königreich Sachsen)
- Ewald Mende (1883–1949), wurde nach Großolbersdorf zwangsversetzt, später Kreisratsvorsitzender
- Johannes Pietzonka (1904–1989), Lehrer, Stülpner- und Heimatforscher, Übersetzer
- Werner Spickenreuther (1930–2015), Lehrer und Heimatforscher
- Karl Sewart (1933–2019), Schriftsteller, wuchs hier auf
- Fritz Böhme (1948–2013), wirkte als Bildhauer in Hohndorf
- Heinz Blume (* 1945), Volkskammerabgeordneter 1990